# Jana Synková (politička)
Jana Synková (* 26. června 1931 Praha) byla česká a československá lékařka, vysokoškolská pedagožka a politička Komunistické strany Československa, za normalizace ministryně školství, mládeže a tělovýchovy České socialistické republiky.

## Biografie
Pocházela z úřednické rodiny. Maturovala na reálném gymnáziu a pak vystudovala Fakultu dětského lékařství Univerzity Karlovy. Od roku 1958 nastoupila jako sekundářka do OÚNZ Kolín, později pracovala v Hygienické stanici hlavního města Prahy. Roku 1964 se stala odbornou asistentkou na domovské Fakultě dětského lékařství Univerzity Karlovy, kde se postupně stala docentkou, profesorkou, vedoucí katedry a proděkankou. Byla prorektorkou Univerzity Karlovy. V roce 1988 se stala náměstkyní českého ministra školství. Bylo jí uděleno Vyznamenání Za zásluhy o výstavbu. Angažovala se v KSČ a ve veřejných organizacích. Působila jako soudkyně z lidu.
V říjnu 1988 byla jmenována členkou české vlády Františka Pitry jako ministryně školství, mládeže a tělovýchovy. Vládní funkci si udržela do prosince 1989.